# أل تيت
أل تيت (بالإنجليزية: Al Tate)‏ هو لاعب كرة قاعدة أمريكي، ولد في 1 يوليو 1918 في Coleman, Oklahoma ‏ في الولايات المتحدة، وتوفي في 8 مايو 1993 في بونتيفول في الولايات المتحدة.

## وصلات خارجية
- أل تيت على موقعبيزبول رفرنس.كوم (الدوري الرئيسي) (الإنجليزية)